# Bernard Martin (Geistlicher)
Bernard Martin (* 14. Februar 1905 in Zürich; † 21. März 1995 in Farvagny-le-Grand) war ein Schweizer evangelischer Geistlicher.

## Leben

### Familie
Bernard Martin war der Sohn des Ingenieurs Edouard Martin (* 4. November 1871; † 1959) und dessen Ehefrau Berthe (* 6. Februar 1876 in Genf; † 1954 ebenda), Tochter des Mediziners Constant Edouard Picot (1844–1931); er hatte noch fünf Geschwister.
Sein Onkel war der Komponist Frank Martin und seine Schwägerin Isabelle Albertine Picot (1877–1929) war mit dem Architekten Camille Lucien Martin (1877–1928) verheiratet.
Er war seit 1927 mit Marianne (1908–1955), Tochter des Malers Berthold de Haller (1878–1942), verheiratet; 1962 heiratete er in zweiter Ehe deren Cousine Georgina (1909–1989), Tochter des Bankiers Rodolphe de Haller (1874–1962).

### Werdegang
Bernard Martin studierte von 1924 bis 1928 im ersten Jahr an der Universität Zürich Medizin und darauf dann Theologie an der Theologischen Fakultät der Freien Evangelischen Kirche in Lausanne und belegte im letzten Jahr ein Auslandssemester an der Universität Paris.
1929 wurde er Pfarrer in Vaulion, bevor er von 1938 bis 1939 Pfarrer in Leysin und von 1939 bis 1940 in der Genfer Pfarrei Saint-Pierre sowie von 1940 bis 1961 Pfarrer in der Genfer Pfarrei Les Eaux-Vives war.
1959 begann er seine Tätigkeit als Seelsorger in der psychiatrischen Klinik Bel-Air (heute Belle-Idée), das zum Hôpitaux universitaires de Genève gehört; er beendete seine Tätigkeit 1970.

### Geistliches und berufliches Wirken
Bernard Martin konzentrierte sich in seiner seelsorgerischen Arbeit auf eine spirituelle Tätigkeit, die auf die körperlichen und psychischen Heilungsprozesse gerichtet war und erfuhr hierbei Unterstützung durch den Klinikdirektor Julian de Ajuriaguerra.
Der Genfer Pfarreidienst Renouveau et guérison, den er als Initiator des Dienstes begründete und der sich mit Heilung befasst, gilt als sein Pionierwerk.
1984 organisierte er den 104. Schweizer Pastoralkongress, an dem etwa 200 Pastoren teilnahmen.

### Tod
Bernard Martin verstarb im März 1995 in Farvagny-le-Grand im Alter von 90 Jahren.

## Schriften (Auswahl)
- Le ministère de la guérison dans l'Eglise. Editions Labor et fides, Genève 1952.
- Veux-tu guérir? Réflexions sur la cure d'âme des malades. Editions Labor et Fides, Genève 1963.
- Frank Martin ou la réalité du rêve. La Baconnière, Neuchâtel 1973.